# Jean Baptiste Sauvlet
Jean Baptiste Sauvlet, född 1 oktober 1841 i Rotterdam, död 1880, var en svensk flöjtist.

## Biografi
Jean Baptiste Sauvlet föddes 1841 i Rotterdam. Han studerade för sin farbroder flöjtisten Antoine Sauvlet. Sauvlet framträdde som flöjtist på konserter vid nio års ålder och gjorde sedan turnéer i England, Tyskland och 1864 i Stockholm. Han anställdes 1866 som flöjtist vid Kungliga hovkapellet i Stockholm och slutade där 1871. Sauvlet var även anställd som flöjtlärare vid Kungl. Musikkonservatoriet. Han avled 1880.
Sauvlet skrev en flöjtskola.